# Plano Piloto da Barra da Tijuca
A evolução urbana da Barra da Tijuca-RJ caracterizou-se por um crescimento tardio, devido à sua localização, por ser um imenso areal e pela concentração de grandes extensões de terras nas mãos de poucos. Esta constatação reflete as ações posteriores da região, onde o processo de crescimento imobiliário e as conexões viárias foram o foco das ações urbanas. O plano piloto de Lúcio Costa, de características modernistas, surge a partir da necessidade de adiantar-se ao processo de ocupação descontrolada e inevitável da área. O plano objetivava impedir a reprodução do que havia ocorrido com outros bairros da orla marítima carioca que sofriam um intenso adensamento. Após 50 anos diversas mudanças foram realizadas, para atualizar o plano à atualidade, para sanar alguns pontos em que o plano não tinha detalhamento suficiente e muitas que sucumbiram às pressões imobiliárias.

## Caracterização do Plano Piloto
O Plano Piloto foi concebido em resposta à necessidade de antecipar e mitigar o processo inevitável de ocupação desordenada da área, intensificado pela acessibilidade proporcionada por um sistema integrado de túneis e viadutos desenvolvido pelo Departamento de Estradas de Rodagem (DER). A iniciativa buscava evitar a repetição do intenso adensamento observado em bairros da orla marítima, como Copacabana, Ipanema e Leblon, marcados por um crescimento urbano acelerado e descontrolado.
O plano possuía dois pontos estruturais: i) uma implantação viária em formato de cruz compreendida pela Rodovia BR 101  (atualmente Avenida das Américas) e pela Via 11  (Ayrton Senna) e ii) Um Central Business District (CBD) com 5 quilômetros quadrados intitulado Centro Metropolitano da Barra.
O plano foi oficialmente apresentado em 1969. Esse projeto surgiu nove anos após a conclusão de outro trabalho emblemático conduzido pelo mesmo arquiteto e urbanista para a concepção de Brasília, a nova capital do Brasil. Assim como na capital federal, o plano de 1969 refletia uma visão modernista para o planejamento urbano, evidenciando a busca por soluções arquitetônicas e funcionais capazes de responder aos desafios e às necessidades de ocupação e desenvolvimento de espaços urbanos à época.
Antes de Lucio  Costa  houve um  "Plano de Diretrizes de Vias Arteriais"  que  previam arruamentos paralelos em toda extensão da baixada, excetuando-se às áreas que localizavam-se as lagoas de Jacarepaguá e Tijuca.  No Plano Piloto de Lucio Costa, ele revoga diversas partes para implantar o que considera  “providências  cabíveis  no  sentido  da  implantação  da infraestrutura indispensável ao desenvolvimento ordenado da região”.
O plano possuía 120  quilômetros e previa lotes de tamanhos variados, com taxas de ocupação reduzidas equilibrando com taxas mais altas em locais  estratégicos. A alternância de tipologias  na  edificação  era  muito  presente no  plano.  Esta  diversidade de  verticalização  e também de espaçamento entre os edifícios, pode ser dividida  em três “perfis” principais:  os edifícios ao longo da BR 101, na área de dunas e no centro metropolitano. O  gabarito  mais  verticalizado  no  CBD  e  mais  horizontal  na  periferia  reflete  os pensamentos modernistas  de  Le  Corbusier,  que  pensou  nesta  volumetria  para  a  cidade contemporânea e radiosa nas décadas de 1920  e 1930.
Ao  longo da  BR-101  Lucio  Costa pensou em  uma  verticalização  habitacional  pouco elevada, para  não  atrair  os  especuladores imobiliários,  e  sim,  arquitetos  autônomos. Desta forma, ele define as  profundidades, quantidades de apartamento por  andares e  número de pavimentos. Do  lado  da  terra,  esses núcleos de  urbanização  diversa e  autônoma, projetados e pormenorizados  sob  a   responsabilidade  pessoal  de  arquitetos  independentes  de  firma construtora  ou  imobiliária,  seriam  constituídos  por  um conjunto de  edifícios  de  oito  a  dez pavimentos, de profundidade limitada a dois apartamentos apenas, a fim de se evitarem massas edificadas  desmedidas,  dispondo  igualmente  cada  conjunto  de  certo  número  de  blocos econômicos de  quatro  apartamentos por  piso, com  duplo  acesso, três  pavimentos e  pilotis.   Ele prevê também os comércios articulados nos edifícios residenciais, que intitula de “sistema  térreo  autônomo”.  Neste  projeto,  as  lojas  ficariam  dispostas horizontalmente, com  passeio  coberto, onde  em  certos  momentos haveriam mudanças  de direção, criando-se praças, áreas de recreação para crianças  e pátios de convivência. Segundo Costa, “tudo com o objetivo de propiciar a convergência em vez da dispersão”. Esse pensamento de integração ao  espaço livre  é observado também ao  analisar  a inserção dos fluxos viários.   Nos pontos de articulação  das vias, Costa pensava na inserção de conjuntos baixos de edificação, para fins específicos de utilidade pública  ou privada, para não agredir a paisagem urbana. Os edifícios residenciais seriam ligados diagonalmente por uma via paralela  à BR, devidamente alargada e com as  margens arborizadas. Contida entre essas vias paralelas, haveria uma trama sinuosa de alamedas para acesso aos lotes residenciais. Os  lotes  residenciais  possuiriam  uma  taxa  reduzida  de  ocupação  (10%  para  dois pavimentos ou 20% para térreo).
Para obter a integração, Costa limita o uso de muros, que não poderiam ser utilizados nas  divisas e nos alinhamentos, apenas cercas vivas  e portões, “pois assim, apesar da ocupação, o verde prevalecerá”.  Ele também definiu que nestas  áreas  horizontalizadas,  haveria  núcleos  de  comércios  e   serviços  para   suprir  às necessidades diárias dos usuários. Neste sentido, Lúcio Costa propôs uma setorização menos radical de usos, adequando os pensamentos modernistas às necessidades da população carioca.
Na faixa de dunas situada entre a via principal e a Lagoa de Marapendi, os núcleos urbanos seriam implantados com um distanciamento irregular em relação à via, mantendo um recuo lateral aproximado de 1 km. Esse isolamento estratégico favoreceria uma adequada circulação de ar, permitindo que a brisa marítima alcançasse a costa sem obstruções. As torres, projetadas em número limitado, teriam alturas equivalentes a quatro vezes a dimensão de suas plantas baixas, variando entre 25 e 30 pavimentos, e seriam planejadas para incluir comércio no térreo ou em níveis inferiores.
Segundo Costa, esses edifícios seriam concebidos por arquitetos independentes, responsáveis por suas especificidades projetuais. Para atender à demanda dessa estrutura urbana, o Estado seria encarregado de desenvolver um complexo sistema viário e de instalar a infraestrutura básica necessária. No centro da área, planejava-se a criação de um núcleo metropolitano denominado CBD (Central Business District), destinado a atuar como contraponto ao centro tradicional da cidade consolidada.
Este espaço central, com aproximadamente 5 km² e formato octogonal, seria inteiramente desapropriado pela prefeitura para ser ocupado por edificações desenvolvidas por meio de parcerias público-privadas. A integração dessa área com o restante da cidade se daria por meio de dois grandes eixos viários complementados por vias menores destinadas à circulação local.

## O Plano Piloto de Lucio Costa atualmente
Os primeiros dez anos de implementação do Plano Piloto transcorreram de forma criteriosa. Durante esse período, os projetos de futuras edificações eram submetidos à avaliação técnica da Superintendência de Desenvolvimento da Barra da Tijuca (SUDEBAR), que analisava cada proposta em conformidade com o plano urbanístico. Para Lúcio Costa, esse era um momento de diálogo franco com as partes interessadas, permitindo a discussão aberta dos projetos e o controle sobre eventuais excessos. Costa defendia que o plano não deveria engessar o desenvolvimento da região, mas, ao mesmo tempo, a ocupação precisava ser conduzida sem comprometer a preservação ambiental.
No entanto essa abordagem flexível acabou não funcionando, já que dependia do cumprimento rigoroso do papel regulador e fiscalizador por parte do poder público, algo que não ocorreu. As modificações começaram a surgir em duas frentes: de natureza imobiliária e conceitual. As primeiras alterações foram impulsionadas por demandas do setor imobiliário, como a emblemática mudança promovida pela SUDEBAR em 1976. Essa alteração ampliava a cota de utilização de 60 para 100 metros em áreas localizadas entre o antigo caminho de Guaratiba e as terras utilizáveis do Maciço da Tijuca.
As mudanças conceituais também surgiram para atender a essas pressões, buscando modificar usos e eliminar a setorização, uma violação direta aos princípios modernistas do plano original. Um exemplo notável foi a proposta da SUDEBAR para aumentar a densidade populacional e diversificar os usos na orla marítima, aproximando-a do modelo de ocupação de Copacabana. O Decreto 3.046, de 1981, intensificou essas alterações, modificando os gabaritos das edificações e introduzindo novas condições de parcelamento que permitiam a construção de hotéis-residência ao longo da orla. Essa decisão contrariava diretamente o plano de Lúcio Costa, que previa a concentração de hotéis em extremidades específicas da área costeira, reforçando a setorização proposta originalmente.
Neste mesmo ano Lucio Costa abandonou a superintendência, o que levou a Câmara Municipal  do  Rio  a  constituir  em 1984  uma comissão  especial de inquérito que concluiu  ter havido deformações no plano. Diversas mudanças foram realizadas com o passar do tempo, várias para atualizar  o plano à atualidade, outras para sanar alguns pontos em que o plano não tinha detalhamento suficiente e muitas que sucumbiram às pressões imobiliárias. O terreno onde seria o CDB de Lucio Costa está nas mãos de grupos privados como a Carvalho  Hosken,  a  Teruskin  e Caixa  Econômica  Federal (em  litígio)  que  estão  realizando projetos isolados. O formato em octógono e o gabarito estabelecido estão respeitando as ideias do plano inicial, porém, as ligações de fluxos provavelmente não serão seguidas. A  península e  a  área que se estende cerca de 1km2 que se estende dos fundos do shopping Via Parque em direção à Lagoa da Tijuca ganhariam projetos específicos orientados pela  SUDEBAR.
A primeira  proposta foi  de  14  prédios circulares  com  seis  a  oito  andares de autoria do arquiteto Sérgio Bernardes. Segundo Carlos Carvalho (dono dos terrenos) para o O Globo, ele procurou a justiça para obter o direito de elevar o gabarito da Península, invocando o princípio de isonomia e conseguiu, após duas décadas, a alteração. Atualmente a área possui 109 prédios de 15 andares e o outro terreno (que no plano podiam crescer verticalmente até 5 andares) está recebendo 80 edifícios de 12 pavimentos. Em relação ao fluxo de automóveis, das vias secundárias do plano, quatro não saíram do papel e duas foram parcialmente feitas. A via 11,  atual  Avenida Ayrton Senna, possuía um plano de arborização  especial, a ser criada  por Burle Marx. Entre a  Avenida das Américas e o futuro CBD, seriam plantadas fileiras de palmeiras imperiais, entretanto, atualmente, além de não existir palmeiras, é neste cruzamento que está inserida o edifício cultural Cidade das Artes. Segundo Hugo Hamann em entrevista para o jornal O Globo um dos maiores ataques ao plano foi a inserção da Cidade das Artes, onde Lucio Costa previa um trevo rodoviário de conexão e distribuição de fluxos.